# Cantón de Moissac-1
El cantón de Moissac-1 era una división administrativa francesa, que estaba situada en el departamento de Tarn y Garona y la región de Mediodía-Pirineos.

## Composición
El cantón estaba formado por cuatro comunas, más una fracción de la comuna que le daba su nombre:
- Boudou
- Malause
- Moissac (fracción)
- Saint-Paul-d'Espis
- Saint-Vincent-Lespinasse

## Supresión del cantón de Moissac-1
En aplicación del Decreto n.º 2014-273 de 27 de febrero de 2014, el cantón de Moissac-1 fue suprimido el 22 de marzo de 2015 y sus 5 comunas pasaron a formar parte; tres del nuevo cantón de Garona-Lomagne-Brulhois, una del nuevo cantón de Valence y la fracción de comuna que le daba su nombre se unió a la otra fracción para formar el nuevo cantón de Moissac.